# 3776 Vartiovuori
3776 Vartiovuori è un asteroide della fascia principale del diametro medio di circa 23,42 km. Scoperto nel 1938, presenta un'orbita caratterizzata da un semiasse maggiore pari a 3,1866686 UA e da un'eccentricità di 0,0635603, inclinata di 27,42748° rispetto all'eclittica.
L'asteroide prende il nome di una collina presso Turku dove era situato l'osservatorio di Argelander.